# Blake Bashoff
Blake Warren Bashoff (født 30. maj 1981) er en amerikansk skuespiller, bedst kendt for sin rolle som Moritz Stiefel i Spring Awakening. Han har også medvirket med gæsteoptræden i en række andre serier, herunder som Karl i Lost.